# NVI F.K.34
Il NVI F.K.34 fu un  idrovolante monomotore da ricognizione ad ala alta sviluppato dall'azienda aeronautica olandese Koolhoven negli anni venti del XX secolo, e rimasto allo stadio di prototipo.

## Storia del progetto
Dopo la sua costituzione, la produzione aeronautica della Nationale Vliegtuig Industrie di Den Haag non riscosse il successo sperato, nonostante fossero stati messi in produzione i modelli F.K.31, F.K.32, e F.K.33. Dall'F.K.31 l'ufficio tecnico della NVI, diretto dall'ingegnere Frederick Koolhoven, progetto un idrovolante triposto da ricognizione che fu designato F.K.34.
Il prototipo andò in volo per la prima volta il 31 ottobre 1925 nelle mani del collaudatore Joop van Vloten. Tra la fine del 1925 e l'inizio del 1926 Koolhoven lasciò la NVI, che entrò subito in crisi, per aprire una società di consulenza tecnica a Rijswijk, e nel contempo un ufficio progettazioni aeronautiche a L'Aia. Durante i primi collaudi dei velivolo emersero diversi problemi che comportarono l'adozione di alcune modifiche. A causa dell'abbandono di Koolhoven toccò al collaudatore van Vloten presentare l'F.K.34 alle autorità militari della Marine Luchtvaartdienst, a Den Helder. La MLD considerò per un certo periodo di acquistarne nove esemplari, destinati all'uso nelle Indie orientali olandesi, ma durante le prove di volo si verificarono due gravi incidenti che misero fine ad ogni altra sperimentazione: dopo circa una dozzina di voli si verificò la rottura degli attacchi che collegavano lateralmente un galleggiante alla fusoliera, mentre il velivolo flottava sulla superficie del mare ad alta velocità. Dopo le opportune riparazioni, si ruppe un galleggiante e l'aereo si immerse per metà in acqua.  Con questo secondo incidente la MLD pose fine ad ogni ulteriore sperimentazione, e il prototipo fu successivamente demolito. La mancata vendita del modello comportò, di fatto, la chiusura della Nationale Vliegtuig Industrie.

## Descrizione tecnica
Idrovolante da ricognizione, monomotore, monoplano, triposto. La configurazione alare era monoplana con ala a parasole, collegata alla fusoliera da una coppia di montanti a N, con quello centrale notevolmente più sottile degli altri due. Gli alettoni si estendevano dal bordo di attacco alare centrale, fino a dove l'ala iniziava a curvare verso la sua estremità. La parte anteriore e centrale inferiore della fusoliera era piatta, mentre si inclinava verso l'alto nella parte posteriore. Posteriormente la fusoliera terminava con un impennaggio caratterizzato dall'elemento verticale cruciforme e dai piani orizzontali irrobustiti da quattro aste di controvento e dotati di estremità arrotondate che servivano da equilibratori. Il timone era di forma rettangolare, ed esteso verso il basso, sotto la parte terminale della fusoliera. I galleggianti erano piatti, con pianta quadrata e profilo a forma di cuneo a prua, ed affusolati verso la parte posteriore. Erano montati sulla parte inferiore della fusoliera, collegati ad essa tramite montanti a forma di N, mentre due traverse incrociate collegavano tra di loro la coppia di galleggianti.
L'aereo era triposto, con gli abitacoli aperti, con il pilota che sedeva anteriormente, sotto il bordo di uscita dell'ala, che era dotato di uno spacco al fine di favorire la visibilità verso l'alto.
L'armamento, che non fu mai installato, si basava su una coppia di mitragliatrici posteriori brandeggiabili, azionate dal mitragliere.
La propulsione era assicurata da un motore a W Hispano-Suiza 12G a 12cilindri, raffreddati a liquido, eroganti la potenza di 520 CV (382,5 kW), ed azionante un'elica bipala lignea.

### Fonti
1. 1 2 3 4 5 6 7 8 9 10 11 12  Wesselink, Postma 1982, p. 62.
2. 1 2 3 4 5 6 7 8 9  Уголок неба.
3. 1 2 3 4 5 6 7 8 9 10 11  Home kpn.